# Guilherme, Príncipe de Hohenzollern
Guilherme de Hohenzollern-Sigmaringen (em alemão: Wilhelm August Karl Joseph Ferdinand Benedikt; Düsseldorf, 7 de março de 1864 – Sigmaringa, 22 de outubro de 1927), foi o Príncipe de Hohenzollern-Sigmaringen de 1905 até a sua morte. O filho mais velho de Leopoldo, Príncipe de Hohenzollern e de sua esposa, a infanta Antônia de Portugal.

## Família
Filho mais velho do príncipe Leopoldo de Hohenzollern-Sigmaringen e de sua esposa, a infanta Antónia de Portugal, Guilherme nasceu no Castelo de Benrath, perto de Düsseldorf, Alemanha. Seus avós maternos foram a rainha D. Maria II de Portugal e o rei consorte D. Fernando II.
Um de seus irmãos foi o futuro Fernando I da Romênia. Entre seus primos, estavam D. Carlos I de Portugal, o duque de Porto, Frederico Augusto III da Saxônia e a princesa Maria Josefa da Saxônia.
Ele sucedeu a seu pai como príncipe de Hohenzollern em 8 de junho de 1905.

## Primeiro casamento e filhos
Em 27 de junho de 1889, Guilherme desposou a princesa Maria Teresa de Bourbon-Duas Sicílias, filha de Luís, conde de Trani e de Matilde Luísa da Baviera. Maria Teresa era, portanto, uma neta de Fernando II das Duas Sicílias e uma sobrinha da imperatriz "Sissi" da Áustria. O casal teve três filhos:
- Augusta Vitória de Hohenzollern-Sigmaringen (1890-1966), casada com o último rei de Portugal, D. Manuel II. Sem descendência;
- Frederico Vítor de Hohenzollern-Sigmaringen (1891-1965), casado com Margaret, princesa da Saxónia. Com descendência;
- Francisco José de Hohenzollern-Sigmaringen (1891-1964),  casado com Maria Alix, princesa da Saxónia. Com descendência.

## Segundo casamento
Guilherme tornou-se viúvo em 1 de maio de 1909. Em 20 de janeiro de 1915, ele desposou a princesa Aldegunda Maria Augusta Teresa da Baviera (1870-1958), uma filha do rei Luís III da Baviera. Este casamento não gerou descendentes.
Seu título de príncipe de Hohenzollern foi efetivamente abolido com o colapso do Império Alemão, em 1918. Entretanto, ele continuou a titular-se como tal até a sua morte, em Sigmaringen.